# Циганов Гавриїл Петрович
Гавриїл Петрович Циганов (1875 — після 1917) — член IV Державної думи від Чернігівської губернії, селянин.
Православного віросповідання, селянин села Андріївки Мощенської волості Городнянського повіту.
Закінчив сільську початкову школу. Займався сільським господарством (мав 60 десятин). Близько двох років обіймав посаду голови Мощенського волосного суду, в 1905—1912 роках — волосним старшиною. Також був членом Городнянської повітової землевпорядної комісії (від селян).
1912 року був обраний до членів IV Державної думи від Чернігівської губернії з'їздом уповноважених від волостей. Входив до фракції правих, після її розколу в листопаді 1916 року — до групи Миколи Маркова. Був членом комісій: земельної, із судових реформ, бюджетної, сільськогосподарської та з робочого питання.
Після Лютневої революції повернувся до рідного села, де був заарештований «через побоювання, щоб він як правий не почав шкідливу діяльність». Його доставили до Петрограда, до Тимчасового комітету Державної думи, і невдовзі звільнено з посвідченням, що він «працює членом Держдуми і не цей час зберігає свої повноваження».
Доля після 1917 року невідома. Був одружений, мав двох синів.